# Karl Schröder (KAPD)
Karl Schröder   (Połczyn-Zdrój, 13 de novembre de 1884 - Berlín, 6 d'abril de 1950) va ser un escriptor i polític alemany.

## Biografia
Fill d'un professor, després d'assistir al Gymnasium de Köslin, va estudiar filosofia, literatura, història i història de l'art a Berlín. Va treballar com a professor particular. El 1912 es va doctorar a la Universitat de Marburg. El 1913 es va adherir al Partit Socialdemòcrata (SPD) on va conèixer Clara Zetkin i Franz Mehring. El 1914, fou nomenat assessor d'investigació en educació obrera a la Comissió Central del partit. Des de finals de 1913 fins a principis de 1915, Schröder va escriure una sèrie d'articles de formació general per a la revista Arbeiter-Jugend.
Després de participar en la Primera Guerra Mundial, Karl Schröder es va unir a la Lliga Espartaquista l'any 1917, i poc després es va convertir en editor del periòdic Die Rote Fahne (Bandera Vermella), que era l'òrgan d'expressió del Partit Comunista d'Alemanya (KPD) en el qual s'havien integrat els espartaquistes. Schröder havia participat com a delegat, el desembre de 1918, a la fundació del KPD a Berlín. A la primavera de 1919, per iniciativa d'Alexander Schwab, va organitzar un curs sobre el "Desenvolupament històric dels consells" a la Freie Hochschulgemeindeinde für Proletarier. A finals de 1919, després del II Congrés del KPD a Heidelberg, va esdevenir el cap de l'oposició d'esquerres dins el Partit Comunista, amb Fritz Rasch, Emil Erdmann Sach, Johannes Graudenz, Alexander Schwab, Fritz Wendel, etc. Defensor de les organitzacions de fàbrica, el 1919 va ser expulsat del KPD a causa de les seves posicions d'esquerra dins el moviment comunista.
El 1920, Schröder va ser membre fundador del KAPD (Partit Comunista Obrer d'Alemanya). Amb Alexander Schwab va ser capdavanter i redactor en cap de Kommunistische Arbeiter-Zeitung et Proletarier. A Moscou, amb Gorter, Schröder es va reunir amb Lenin, Trotsky i Bukharin. Inicialment, va donar suport a l'adhesió del KAPD al Comintern, però els delegats del KAPD s'adonaren que no era possible mantenir les seves posicions dins la III Internacional. Schröder, així i tot, va tenir un paper destacat en l'exclusió de la minoria federalista al voltant de Franz Pfemfert. Després del Tercer Congrés de la Internacional (del 22 de juny al 12 de juliol de 1921), es va allunyar de la Comintern i el 1922 va ser exclòs del KAPD, després d'intentar constituir una facció d'esquerres dins el partit a Essen.
Després d'aquests fets, Schroeder va passar a formar part del SPD, a petició de Paul Levi. En els anys següents va escriure a les publicacions socialdemòcrates. Va escriure novel·les i exercí de redactor de crítica literària, sempre en la perspectiva de l'educació dels treballadors que l'havia caracteritzat. En aquestes activitats, Schröder va mantenir els seus posicionaments radicals d'esquerra i fins i tot els va intentar desenvolupar dins l'SPD i les joventuts del partit (SAJ), per la qual cosa va ser vist com un entrista.
Va succeir Friedrich Wendel, el 1928, com a cap del Club de Llibres Der Bücherkreis, on es va mantenir fins al 1932. També el 1928 Schröder, juntament amb Alexander Schwab, va començar a reunir un grup de persones d'idees semblants a les seves, que amb el temps varen arribar a ser els Rote Kämpfer, una organització clandestina de consellistes i sindicalistes qua va fer part de la resistència alemanya al nazisme. El 1936 la Gestapo es va infiltrar en el grup de resistents, i Schroeder, que passava per un simple llibreter, va ser empresonat. A l'any següent, el 30 d'octubre de 1937, va ser condemnat a quatre anys de presó i internat a un camp de concentració. Al camp de Börgermoor, es retrobà amb el seu vell amic Alexander Schwab. Va descriure la seva experiència als camps de concentració en el llibre Die letzte Station. Va sortir del camp el novembre de 1940, passant a treballar com a obrer en una editorial, on més tard seria corrector de proves.
Després de la caiguda d'Adolf Hitler i el nazisme, l'any 1945, es va dedicar a reconstruir el sistema escolar i l'educació d'adults a Berlín, mentre intentava reorganitzar el Rote Kämpfer. El 1948 es va aproximar al Partit Socialista Unificat Alemany (SED) Va morir el 1950 al Berlín Occidental.

## Obres
- Vom Werden der neuen Gesellschaft. Berlin 1920
- Wesen und Ziele der revolutionären Betriebsorganisation. (avec Friedrich Wendel). 1920
- Der Sprung über den Schatten. Roman. Der Bücherkreis, Berlin 1928.
- Aktien-Gesellschaft Hammerlugk. 1928
- Die Geschichte Jan Beeks. Roman. Der Bücherkreis, Berlin 1929.
- Familie Markert. Une étude d'histoire en deux volumes. Der Bücherkreis, Berlin 1931.
- Klasse im Kampf. Roman. Büchergilde Gutenberg, Berlin 1932.
- Die letzte Station. Récit. Weiss, Berlin 1947.